# Ongón (distrito)
Ongón é um dos 13 distritos da província de Patáz, localizado na região de La Libertad

## Transporte
O distrito de Ongón é servido pela seguinte rodovia:
- LI-129, que liga o distrito à cidade de Tayabamba
- LI-130, que liga o distrito à cidade de Tayabamba [1][2][3]